# Kein Satō
Keiji "Kein" Satō (Setagaya, Tokio, Japón; 11 de julio de 2001) es un futbolista japonés que juega como delantero en el F. C. Tokyo de la J1 League.

## Trayectoria
Comenzó su carrera futbolística a los 5 años, jugando para el club local Setagaya United. En 2014, se unió a la Academia de Fútbol Endo, dirigida por el exdefensor de la selección nacional de Japón, Masahiro Endo. En 2017, asistió a la Escuela Secundaria Jissen Gakuen en Tokio, antes de ingresar a la Universidad Meiji. En agosto de 2023, abandonó sus estudios en Meiji pocos meses antes de graduarse, ya que decidió fichar por el equipo de reservas del Werder Bremen.
El 28 de enero de 2025, Satō se unió al FC Tokio de la J1 para la temporada 2025.

## Selección nacional

### Juveniles
Satō formó parte de la Sub-23 de Japón en la Copa Asiática Sub-23 de la AFC de 2022 y los Juegos Asiáticos de 2022, donde su equipo terminó como subcampeón, y en la Copa Asiática Sub-23 de la AFC de 2024.

## Estadísticas
- Actualizado de acuerdo al último partido el 5 de abril de 2025.[8]

| Club             | País     | Año         | Partidos | Goles |
| ---------------- | -------- | ----------- | -------- | ----- |
| Werder Bremen II | Alemania | 2023-25     | 33       | 6     |
| F. C. Tokyo      | Japón    | 2025-Actual | 0        | 0     |
| Total            | Total    | Total       | 33       | 6     |

## Vida personal
Satō nació en Tokio, Japón, de padre colombiano y madre japonesa.